# Quartado (album)
Quartado – pierwszy album jazz-rockowego zespołu Quartado wydany w roku 2014. Wszystkie kompozycje są autorstwa Jana Rejnowicza z wyjątkiem „My Etude” i „Song for Monika”. Płyta gościła na antenie radiowej „Trójki” i zyskała przychylne opinie recenzentów.

## Lista utworów
Źródło:.
1. „Latin Spirit” (muz. Jan Rejnowicz) – 8:56
2. „Intro to the Soldier” (muz. Jan Rejnowicz) – 4:30
3. „The Soldier” (muz. Jan Rejnowicz) – 9:57
4. „Got a Goal” (muz. Jan Rejnowicz) – 6:15
5. „My Etude” (muz. Marcin Wądołowski) – 6:10
6. „Song for Monika” (muz. Tomasz Łosowski) – 6:15
7. „Six Questrions” (muz. Jan Rejnowicz) – 5:52
8. „Seven Answers” (muz. Jan Rejnowicz) – 3:48
9. „Slow the World Down” (muz. Jan Rejnowicz) – 6:08
10. „Fugato” (muz. Jan Rejnowicz) – 3:20

## Autorzy
Źródło:.
- Jan Rejnowicz Jr. – instrumenty klawiszowe
- Marcin Wądołowski – gitara
- Karol Kozłowski – kontrabas
- Tomasz Łosowski – perkusja